# Jack Freestone
Jack Freestone est un surfeur professionnel australien né le 3 avril 1992 à Tweed Heads, dans l'État de Nouvelle-Galles du Sud, en Australie. Il participe pour la première fois au circuit d'élite de la World Surf League en 2016.

## Biographie
Il est le compagnon de la surfeuse américaine Alana Blanchard. Le 2 décembre 2017, elle donne naissance à leur fils, un garçon prénommé Banks Harvey.
En septembre 2021, il annonce prendre une pause de la compétition.

## Palmarès et résultats

### Saison par saison
- 2012
  - 2e du Söoruz Lacanau Pro à Lacanau (France)

- 2015
  - 2e du Burton Automotive Pro à Newcastle (Australie)
  - 1er du SATA Azores Pro à São Miguel (Açores)
  - 3e du Oi HD São Paulo Open à Maresias (Brésil)
  - Vice-champion du monde QS

- 2016
  - 2e du Oi Rio Pro à Rio de Janeiro (Brésil)

### Classements
| Année             | 2011 | 2012 | 2013 | 2014 | 2015 |
| ----------------- | ---- | ---- | ---- | ---- | ---- |
| Championship Tour |      |      |      |      | 47e  |
| Qualifying Series | 114e | 56e  | 107e | 19e  | 2e   |